# Пітер Денніс Мітчелл
Пітер Денніс Мітчелл (англ. Peter Dennis Mitchell; 29 вересня 1920, Мітчем, Суррей — 10 квітня 1992, Бодмін, Корнуолл) — британський біохімік, лауреат Нобелівської премії з хімії (1978).

## Біографія
Пітер Мітчелл здобув освіту в Кембріджському університеті. У 1951 році здобув ступінь доктора філософії з біохімії, вивчаючи механізми дії пеніциліну.
З 1955 по 1963 працював у Едінбурзькому університеті, звідки звільнився через погане здоров'я.
Довгий час працював незалежним дослідником.

## Наукова діяльність

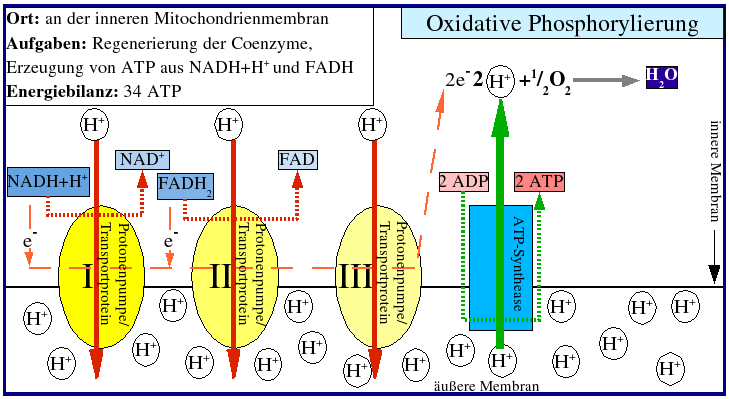
Загальна схема окисного фосфорилювання

Автор хеміосмотичної теорії окисного фосфорилювання. Показав, що синтез АТФ у мітохондріях відбувається завдяки електричному градієнту на внутрішній мембрані мітохондрії, так званій спряженій мембрані. Нагороджений нобелівською премією з хімії за 1978 рік з формулюванням «за внесок в розуміння процесу перенесення біологічної енергії, зроблений завдяки створенню хеміосмотичної теорії»
Заклав основи нової галузі науки — векторної біології.
Член Лондонського королівського товариства (з 1974).
Більшість ключових експериментів здійснив разом з Дженніфер Мойл.